# Coolgardie safe

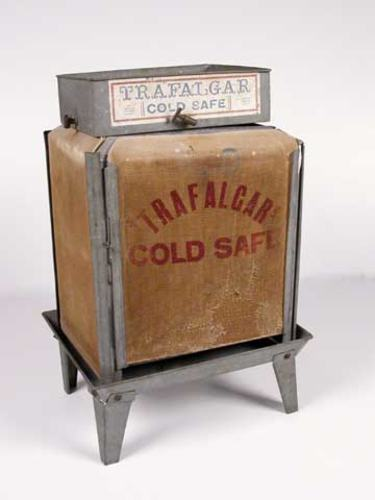
Komercyjna wersja chłodziarki o nazwie Trafalgar wyprodukowana około 1915 w Adelaide przez firmę W. J. Rawling

Coolgardie safe – australijskie XIX-wieczne urządzenie wykorzystujące zasadę chłodzenia ewaporacyjnego służące do przechowywania żywności, chłodziarka, prymitywna forma lodówki.

## Etymologia
Coolgardie jest nazwą miejscowości, w której zostało opracowane to urządzenie, angielskie słowo safe w tym kontekście oznacza „szafkę”, „sejf”, „bezpieczne miejsce”.

## Opis konstrukcji
Pierwsza „lodówka” tego typu była skrzynką przykrytą mokrym workiem z juty. Na górze skrzynki umieszczono pojemnik z wodą, w którym umieszczono flanelowe paski, ściekająca z pasków woda kapała na worek utrzymując go w wilgotnym stanie. Wnętrze pojemnika było nieco chłodniejsze od jego otoczenia w wyniku chłodzenia ewaporacyjnego. W późniejszym czasie, komercyjnie produkowane „lodówki” tego typu miały metalową konstrukcję, drzwiczki i półki, nogi stały zazwyczaj w pojemnikach z wodą, aby nie mogły tam wchodzić mrówki.
Efektywność działania urządzenia zależała przede wszystkim od przepływu powietrza, im większy przepływ powietrza tym większa różnica temperatur pomiędzy powietrzem na zewnątrz, a wnętrzem urządzenia. Współczesne testy pokazują, że wnętrza chłodziarek tego typu były do 6°-9 °C chłodniejsze od otoczenia.

## Historia
Pierwsze urządzenie tego typu zostało zbudowane przez Arthura McCormicka w latach 90. XIX wieku. McCormick był jednym z poszukiwaczy złota w Coolgardie w czasie gorączki złota pod koniec XIX wieku. McCormick zauważył, znany już od starożytności efekt chłodzenia ewaporacyjnego, że zawartość przykrytej mokrą szmatką butelki była schładzana w miarę wysychania szmatki, a efekt ten był szczególnie wyraźny, jeżeli butelka była postawiona w przeciągu. McCormick zaprojektował i zbudował „lodówkę”, którą była prosta skrzynka przykryta jutowym workiem, innowacja McCormick polegała na użyciu pojemnika z wodą, do którego włożył kawałki flaneli. Ściekająca w dół po flaneli woda nawilżała worek, który nie musiał być ręcznie oblewany wodą, woda w pojemniku była uzupełniania dwa razy dziennie.
Według niektórych źródeł pierwszeństwo w opracowaniu takiej chłodziarki miał w Australii Oscar Benno Pedro Seppelt około 1895.
Chłodziarka McCormick została skopiowana przez wielu innych poszukiwaczy złota i w późniejszym czasie stała się popularnym urządzeniem do przechowywania jedzenia w Australii. W późniejszym czasie chłodziarki tego typu były też produkowane komercyjnie. W niektórych obszarach Australii chłodziarki tego typu używane były jeszcze do połowy XX wieku.